# Fabals
Les fabals (Fabales), són un ordre de plantes angiospermes. L'actual sistema APG IV de classificació de les angiospermes situa aquest ordre dins del clade de les fàbides i inclou quatre famílies, més de 750 gèneres i més de 20.000 espècies.

## Descripció
Poden ser arbres, arbusts, lianes o plantes herbàcies. Les fulles són peciolades, alternades i estipulades. Les flors poden ser solitàries o agrupades en inflorescències racemoses o en panícula. El nombre de pètals i sèpals és de cinc com a màxim.

## Taxonomia
Aquest ordre va ser descrit per primer cop l'any 1838 a la revista Edinburgh New Philosophical Journal pel naturalista irlandès Edward Thomas Ffrench Bromhead (1789-1855).

### Famílies
A la classificació del vigent sistema APG IV (2016), dins de l'ordre de les fabals hi ha les quatre famílies següents:
- Fabaceae Lindl. (1836) - fabàcies
- Polygalaceae Hoffmanns. & Link (1809) - poligalàcies
- Quillajaceae D.Don (1831)
- Surianaceae Arn. (1834) - surianàcies

Les fabàcies són la tercera família de plantes més gran del món, i contenen la major part de la diversitat de les fabals, 780 gèneres i unes 20.000 espècies. Les altres famílies constitueixen una part molt petita de la diversitat de l'ordre, les poligalàcies agrupen unes 1000 espècies en 30 gèneres, les surianàcies només contenen 9 espècies en cinc gèneres, tres són monotípics, i la família restant, Quillajaceae, és monitípica i el seu gènere només agrupa dues espècies.

## Usos
Dintre d'aquest ordre destaca la importància econòmica de la família de les fabàcies, una de les més importants en l'alimentació humana, l'alimentació del bestiar, per a usos industrials i com a planters ornamentals. En el cas de l'alimentació humana el més important són les llavors, llegums com ara les faves, les mongetes, les llenties, els pèsols, la soia o el cacauet, mentre que per al bestiar és més important la utilització de lees plantes com a farratge, l'alfals, el trèvol o les garrofes en són exemples ben coneguts al nostre país. Les acàcies també son utilitzades com proveïdores d'aliment per al bestiar a moltes parts del món. Entre les espècies utilitzades com a plantes ornamentals destaquen les dels gèneres Mimosa i Bauhinia.
També cal destacar la funció de fixació de nitrogen atmosfèric que fan les espècies de la família de les fabàcies, la més important d'aquest ordre, un procés pel qual el nitrogen atmosfèric és convertit en compostos nitrogenats que poden ser utilitzats pels éssers vius. El nitrogen és essencial per a la vida car forma part de les proteïnes. Aquesta particularitat de les fabàcies ha estat utilitzada tradicionalment com un mitjà per a restaurar els nivells de nitrogen del sòl.

## Història taxonòmica

### Classificació APG

#### APG I
A la classificació filogenètica APG I (1998), l'ordre de les fabals comprenia les mateixes quatre famílies actuals, dins del clade de les euròsides I, una subdivisió del clade de les ròsides:
- Fabaceae Lindl. (1836)
- Polygalaceae Hoffmanns. & Link (1809)
- Quillajaceae D.Don (1831)
- Surianaceae Arn. (1834)

#### APG II
A la segona versió del sistema de classificació APG, APG II (2003), aquest ordre no va patir cap canvi respecte a la versió anterior.

#### APG III
A la tercera versió del sistema de classificació APG, APG III (2009), l'ordre de les fabals no pateix cap canvi; tanmateix, el clade de les ròsides I (o euròsides I) passa denominar-se fàbides (fabids).

### Classificació clàssica

#### Cronquist
A la classificació Cronquist (1981) hi havia tres famílies:
- Caesalpiniaceae (actualment una subfamília de les fabàcies)
- Mimosaceae (actualment una subfamília de les fabàcies)
- Fabaceae